# Спитцер, Роберт
Роберт Спитцер (англ. Robert Spitzer; 22 мая 1932, Нью-Йорк — 25 декабря 2015, Сиэтл) — американский психиатр, профессор психиатрии в Колумбийском университете, доктор медицины.

## Вклад в психиатрию
Спитцер внёс значительный вклад в решение проблемы классификации психических заболеваний во главе комитета Американской психиатрической ассоциации (АПА) по разработке третьего издания «Диагностического и статистического руководства по психическим расстройствам». Его называют главным автором современной классификации психических расстройств, которая представляет собой перечисление отдельных расстройств вместе с критериями их диагностики.

## Взгляды на гомосексуальность
В своем официальном обосновании решения АПА об исключении гомосексуальности из списка психических отклонений Спитцер, являвшийся в 1973 году членом спецкомитета АПА по номенклатуре и статистике, пишет:
Для того чтобы признать психическим нарушением какое-либо ментальное или психическое состояние, оно должно отвечать одному из двух требований: доставлять субъективное страдание или регулярно ассоциироваться с некоторым общим ухудшением в социальной эффективности или функционировании. […] Только в одном аспекте гомосексуальность могла бы считаться психическим нарушением — в том, что гомосексуал не может вести гетеросексуальную половую активность, которая считается оптимальной в нашем обществе и среди многих наших коллег. Однако если мы примем, что несоответствие кого-либо оптимальной функциональности в некоторой жизненно важной сфере, рассматриваемое обществом или психиатрами, достаточно для того, чтобы признать наличие психического нарушения, тогда нам придется добавить к нашей номенклатуре и все следующие состояния: воздержание, целибат (отказ от оптимального сексуального функционирования), бунтарское поведение (иррациональное отрицание социальных норм), религиозный фанатизм (догматичное и неукоснительное следование религиозной доктрине), расизм (иррациональная ненависть к некоторым группам), вегетарианство (неестественный отказ от животной пищи), а также мужской шовинизм (иррациональную веру в изначальную неполноценность женщин).
В 2001 году на ежегодной конференции АПА Спитцер представил неоднозначную работу, утверждавшую, что люди «с сильной мотивацией» могут «с успехом» изменить свою сексуальную ориентацию с гомосексуальной на гетеросексуальную. Работа вызвала много споров и критики, а АПА немедленно выпустила официальную резолюцию, поставив результаты Спитцера под сомнение и указывая на то, что работа не была рецензирована и что «не существует опубликованных научных доказательств, подтверждающих эффективность репаративной терапии как средства для изменения сексуальной ориентации».
Два года спустя Спитцер опубликовал свою работу в журнале «Archives of Sexual Behavior». Решение о публикации работы вызвало скандал, в результате которого один из спонсоров в знак протеста отказался в дальнейшем спонсировать это издание. Работу Спитцера раскритиковали по нескольким позициям, включая неслучайную выборку испытуемых и слишком нечёткий критерий для определения «успеха» терапии.
В интервью 2012 года Спитцер изъявил намерение отозвать свою работу, мотивируя это тем, что он согласился со своими критиками в том, что нет гарантии достоверности отчётов опрошенных, даже если ему кажется, что они говорят правду. Он признал, что результаты его исследований, в которых приняло участие 200 человек, скорее отвечают на вопрос «как люди, прошедшие репаративную терапию, описывают изменения в сексуальной ориентации», нежели на первоначальный вопрос «может ли сексуальная ориентация быть сменена с гомосексуальной на гетеросексуальную».

## Смерть
Умер 25 декабря 2015 года в Сиэтле в возрасте 83 лет. По словам его жены Джанет Уильямс (Janet Williams) — вследствие болезни сердца.

## Неполная библиография
- Critical Issues in Psychiatric Diagnosis (с Donald F. Klein), Raven, 1978. ISBN 0-89004-213-6
- DSM III Casebook, American Psychiatric Publications, 1981. ISBN 0-89042-051-3
- Treatment of Mental Disorders (с James W. Jefferson), Oxford University Press, 1982. ISBN 0-19-503107-5
- Psychopathology, a Case Book (с Janet B. W. Williams и Andrew E. Skodol), McGraw-Hill, 1983. ISBN 0-07-060350-2
- DSM-III Case Book (Diagnostic), Cambridge University Press, 1985. ISBN 0-521-31530-1
- APA: Desk Reference to DSM-III R (Diagnostic), Cambridge University Press, 1987. ISBN 0-521-34693-2
- An Annotated Bibliography of DSM-III, 1987. ISBN 0-88048-257-5
- Structured Clinical Interview for DSM-III Axis I Disorders, Research Version, Patient Edition (SCID-I/P), 1990. ISBN 0-88048-411-X
- DSM-IV Casebook: A Learning Companion to the Diagnostic and Statistical Manual of Mental Disorders, 1994. ISBN 0-88048-675-9
- Structured Clinical Interview for DSM-IV Axis I Disorders (SCID-I), 1997. ISBN 0-88048-931-6
- International Perspectives on DSM-III, Diagnostic and Statistical Manual of Mental Disorders, American Psychiatric Association, 1998. ISBN 0-88048-017-3
- DSM-IV-TR Casebook: A Learning Companion to the Diagnostic and Statistical Manual of Mental Disorders, American Psychiatric Association, 2002. ISBN 1-58562-058-0
- Treatment Companion to the DSM-IV-TR Casebook, American Psychiatric Association, 2004. ISBN 1-58562-139-0
- DSM-IV-TR Casebook, Volume 2, American Psychiatric Association, 2006. ISBN 1-58562-219-2